# Róbert Ruffíni
Róbert Ruffíni (ur. 26 stycznia 1967 w Łuczeńcu) – słowacki lekkoatleta specjalizujący się w skoku wzwyż. Przez większość kariery reprezentował Czechosłowację.

## Osiągnięcia
- srebrny medal mistrzostw Europy juniorów (Cottbus 1985)
- 5. miejsce podczas halowych mistrzostw Europy (Budapeszt 1988)
- 15. lokata na igrzyskach olimpijskich (Seul 1988)
- 8. miejsce podczas halowych mistrzostw świata (Budapeszt 1989)
- 11. lokata na mistrzostwach świata (Stuttgart 1993)

## Rekordy życiowe
- skok wzwyż – 2,34 (1988) rekord Słowacji
- skok wzwyż (hala) – 2,32 (1988 & 1990) rekord Słowacji